# Cantonul La Chambre
Cantonul La Chambre este un canton din arondismentul Saint-Jean-de-Maurienne, departamentul Savoie, regiunea Rhône-Alpes, Franța.

## Comune
- La Chambre (reședință)
- La Chapelle
- Les Chavannes-en-Maurienne
- Montaimont
- Montgellafrey
- Notre-Dame-du-Cruet
- Saint-Alban-des-Villards
- Saint-Avre
- Saint-Colomban-des-Villards
- Saint-Étienne-de-Cuines
- Saint-François-Longchamp
- Sainte-Marie-de-Cuines
- Saint-Martin-sur-la-Chambre
- Saint-Rémy-de-Maurienne